# تتريس أتاك
تتريس أتاك أو هجوم تتريس (بالإنجليزية: Tetris Attack)‏، حيث يسمى في النسخة اليابانية بانل دي بون(باليابانية: パネルでポン)، صدرت لمنصة سوبر نينتندو إنترتينمنت سيستم وجيم بوي سنة 1995.

## المواقع الخارجية
- Tetris Attack على موبي غيمز